# 克卜勒34b
克卜勒34b（Kepler-34b，舊稱Kepler-34(AB)b）是一顆環聯星運轉行星，於2012年1月11日和克卜勒35b一起宣布發現。它是一顆體積較小的氣體巨行星，環繞克卜勒34聯星系統週期228日，與另一顆環聯星運轉行星克卜勒16b的229日週期相近。
克卜勒34b的軌道離心率高於克卜勒16b和克卜勒35b，原因不明。